# Georg von Aichinger

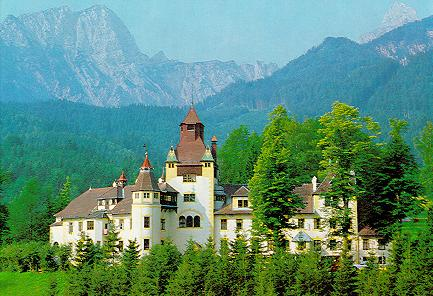
Schloss Kassegg

Georg Ritter von Aichinger (* 1826 in Enns; † 28. Oktober 1891 in Wien-Hietzing) war Generaldirektor der k. k. priv. Kronprinz-Rudolfs-Bahn. 
Ursprünglich Jurist, arbeitete Aichinger zunächst in der Notariatskanzlei seines Vaters, gründete die Sparkasse in Steyr und wurde später Mitbegründer und Vizedirektor der Österreichischen Waffenfabriks-Gesellschaft und Ehrenbürger der Stadt Steyr. Er gehörte neben dem Waffenfabrikanten Josef Werndl sowohl zu den Proponenten der Rudolfsbahn als auch der Steyrtalbahn, an deren Gesellschaft er auch größere Anteile besaß und war weiters Miteigentümer der Wolfsegg-Trauntaler-Kohlenwerke im Hausruck.
Für seine Verdienste für Österreich erhielt Aichinger den Orden der Eisernen Krone dritter Klasse und wurde am 31. März 1871 von Kaiser Franz Joseph I. in den erblichen Adels- und Ritterstand erhoben. Aichinger starb am 28. Oktober 1891 in Hietzing an den Folgen eines Schlaganfalles und wurde in Steyr beerdigt. Verheiratet war er mit Maria Wickhoff. Er ließ das Schloss Kassegg in der Obersteiermark für sich und seine Familie erbauen. Er hatte einen Sohn Theodor Ritter von Aichinger, der mit erst 27 Jahren verstarb.